# David Horton
David O. Horton (* 1939) ist ein englischer Badmintonspieler. 

## Karriere
David Horton gewann 1965 die Irish Open sowie 1966 die Scottish Open und die Dutch Open. Bei den Commonwealth Games erkämpfte er sich Bronze. 1967, 1970 und 1971 war er erneut bei den Scottish Open erfolgreich.

## Sportliche Erfolge
| Saison | Veranstaltung                  | Disziplin    | Platz | Name                           |
| ------ | ------------------------------ | ------------ | ----- | ------------------------------ |
| 1965   | Irish Open                     | Herrendoppel | 1     | Roger Mills / David Horton     |
| 1966   | Dutch Open                     | Mixed        | 1     | David Horton / Jennifer Horton |
| 1966   | Commonwealth Games             | Herrendoppel | 3     | David Horton / Roger Mills     |
| 1966   | Scottish Open                  | Herrendoppel | 1     | Roger Mills / David Horton     |
| 1967   | England: Einzelmeisterschaften | Mixed        | 1     | David Horton / Jennifer Horton |
| 1967   | Irish Open                     | Herrendoppel | 1     | Roger Mills / David Horton     |
| 1967   | England: Einzelmeisterschaften | Herrendoppel | 1     | Roger Mills / David Horton     |
| 1967   | Scottish Open                  | Mixed        | 1     | David Horton / Jennifer Horton |
| 1969   | Belgian International          | Herrendoppel | 1     | David Horton / Elliot Stuart   |
| 1970   | Scottish Open                  | Herrendoppel | 1     | David Horton / Elliot Stuart   |
| 1971   | Scottish Open                  | Herrendoppel | 1     | David Horton / Elliot Stuart   |